# Herbicide

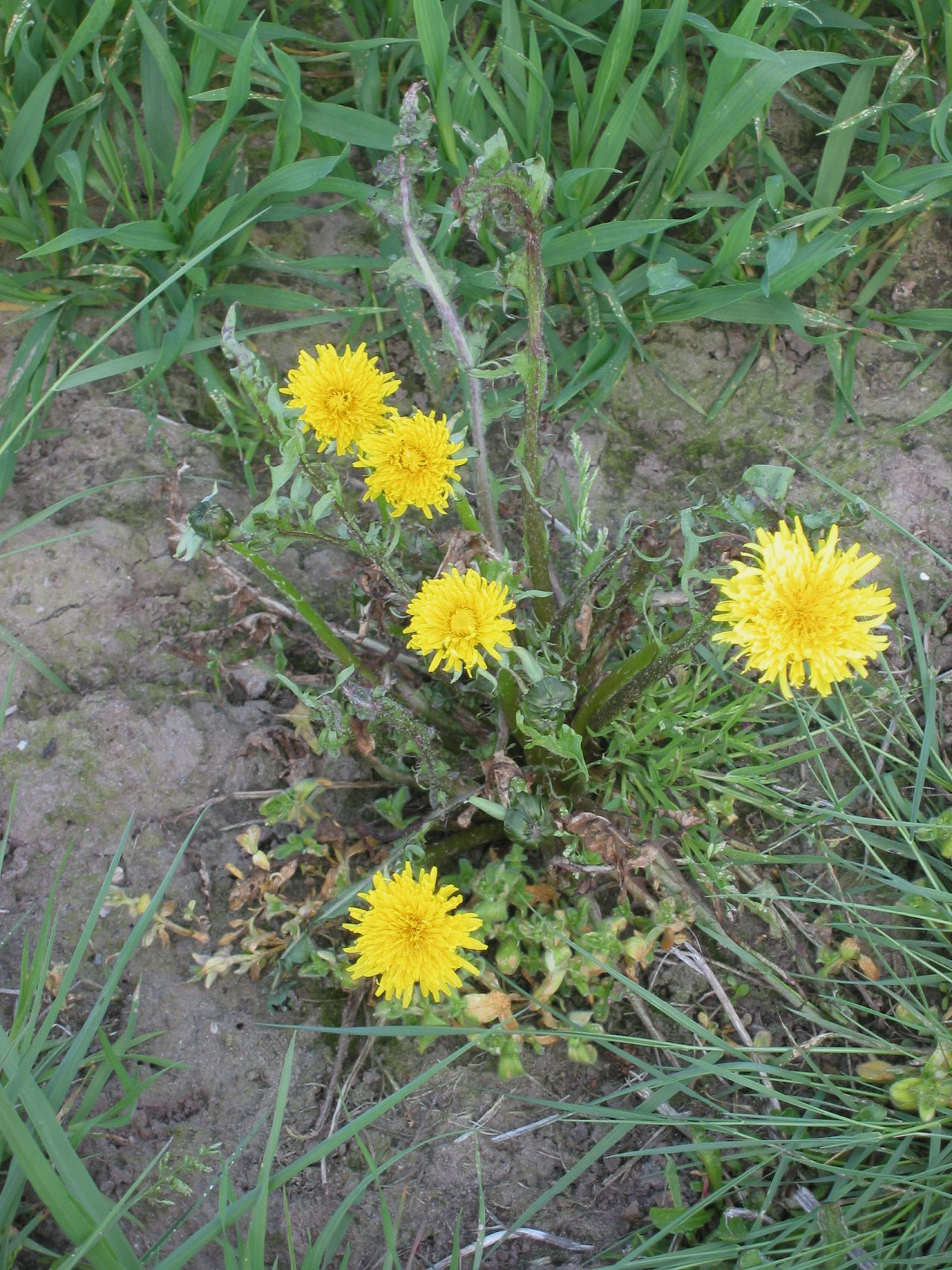
Schade door herbicide bij paardenbloem

Herbiciden (van het Latijnse herba «kruid» en caedere «doden») of onkruidverdelgers zijn chemische bestrijdingsmiddelen die worden gebruikt om onkruid te bestrijden. Men deelt ze meestal in naar de aard van de werking. De giftigheid van de middelen varieert sterk. De directe giftigheid van paraquat is bijvoorbeeld duizendmaal groter dan die van simazine. 

## Contactherbiciden
Deze middelen doden de planten waar ze geraakt worden. Bovengronds vindt afsterving plaats. Voorbeelden zijn:
- Amitrol
- Diquat (Reglone)
- Paraquat (Gramoxone)

## Groeistofherbiciden
Deze middelen verstoren de hormoonhuishouding in de plant. Met name dicotylen of breedbladige onkruiden groeien zich kapot. Deze middelen worden vaak in graslanden (gazons en weilanden) gebruikt. Voorbeelden zijn:
- 2,4-dichloorfenoxyazijnzuur
- Dicamba
- MCPA
- Mecoprop (MCPP)

## Bodemherbiciden
Deze middelen spuit men op de grond. De kiemende onkruiden nemen de middelen met hun wortels op en gaan vervolgens dood. Tot voor kort - inmiddels zijn de meeste middelen vanwege hun persistentie verboden - werden deze middelen veelvuldig gebruikt op verhardingen en tussen beplantingen. Voorbeelden zijn:
- Atrazine
- Dichloorprop
- Simazine
- Trifluraline

## Systemische herbiciden
Deze middelen worden door het blad opgenomen en eerst door de hele plant getransporteerd. Pas dan sterft een plant. Ze zijn daarom geschikt om hardnekkige onkruiden te bestrijden als kweek en ridderzuring. Voorbeelden:
- Azimsulfuron
- Fervinal
- Fusilade
- Glyfosaat

## Negatieve effecten
Het gebruik van herbiciden kan negatieve gevolgen hebben voor de biodiversiteit, zowel voor de wilde flora als voor de insectenwereld. Bij gebruik in de berm kan het oppervlaktewater verontreinigen.